# Секерж-Зенькович, Яков Иванович
Я́ков Ива́нович Секерж-Зенько́вич (31 июля 1899 — 18 января 1985, Москва) — советский учёный-гидроаэромеханик, доктор физико-математических наук, профессор.

## Биография
Сын титулярного советника доктора медицины Ивана Яковлевича Секерж-Зеньковича (1860 — 17.11.1922). и Марии Николаевны, ур.Варгулевич, дочери отставного коллежского советника, православных, первобрачных.
Окончил физико-математический факультет Московского университета в 1922 году, преподавал в школе математику и физику.
С 1929 года работал в теоретическом отделе ЦАГИ. С 1938 года — доцент кафедры теоретической механики Московского гидрометеорологического института.
Затем работал в Институте теоретической геофизики АН СССР, в лаборатории теории волн и течений Морского гидрофизического института, в отделе аэрогидромеханики Института механики АН СССР.
Доктор физико-математических наук (1957), тема диссертации «Исследования по гидродинамической теории волн конечной амплитуды». Профессор (1968).
Награждён орденом Ленина (1953).
Сын — Секерж-Зенькович, Сергей Яковлевич (р. 01.09.1939), профессор, ведущий научный сотрудник Института проблем механики РАН.

Портрет на могиле на Новодевичьем кладбище

Похоронен на Новодевичьем кладбище (3-й участок).

## Основные работы
- К расчету на устойчивость листа фанеры, как анизотропной пластинки [Текст] : научное издание / Я. И. Секерж-Зенькович. — М.: Гостехиздат, 1931. — 48 с. : ил., табл.
- К теории бипланной коробки крыльев. — М.: ЦАГИ, 1935. — 38 с., рис. — (Тр./ЦАГИ; Вып.153). — Лаврентьев М. А., Секерж-Зенькович Я. И., Шепелев В. М.
- Об устойчивости цилиндрических пластинок при изгибе / В. П. Ветчинкин, Я. И. Секерж-Зенькович. — М. : [б. и.], 1931. — 45 с.. — (Труды ЦАГИ : вып.76).
- Об аналитическом продолжении решения задачи обтекания криволинейной дуги с отрывом струй. Москва Тип. ЦАГИ 1938 52 с. ил. 26 см
- К теории обтекания криволинейной дуги с отрывом струй. Москва изд. и тип. Центр. аэро-гидродинамич. ин-та им. проф. Н. Е. Жуковского 1937. 47 с., 1 с. объявл. черт. 25х17 см
- К теории стоячих волн конечной амплитуды на поверхности тяжелой жидкости конечной глубины. // Изв. АН СССР. Сер. геогр. и геофиз. 1951. Т. 15. С. 57-73.
- Трехмерные стоячие волны конечной амплитуды на поверхности тяжелой жидкости бесконечной глубины. // Труды Морск. гидрофиз. ин-та АН СССР. 1959. Я°18. С. 3 39.